# Митридат VIII
Митридат VIII (Тиберий Юлий Митридат Понтийский; др.-греч. Μιθριδάτης) — царь Боспора в 39 — 44 годах.

## Биография
Когда скончался отец Митридата VIII, царь Аспург, римский император Калигула намеревался передать Боспорское царство царю Понта Полемону II, однако Митридат VIII смог взять власть в свои руки и царствовал самостоятельно.
В 44 году римские войска вторглись в Боспор во главе с братом Митридата, Котисом I, и военачальником Юлием Аквилом.
Далее, согласно истории, записанной Тацитом, «Между тем Митридат Боспорский, который, лишившись трона, не имел и постоянного пристанища, узнает об уходе основных сил римского войска во главе с полководцем Дидием и о том, что в наново устроенном царстве остались лишь неопытный по молодости лет Котис и несколько когорт под начальством римского всадника Юлия Аквилы; не ставя ни во что ни римлян, ни Котиса, он принимается возмущать племена и сманивать к себе перебежчиков и, собрав в конце концов войско, прогоняет царя дандаров и захватывает его престол. Когда это стало известно и возникла опасность, что Митридат вот-вот вторгнется в Боспорское царство, Котис и Аквила, не рассчитывая на свои силы, тем более что царь сираков Зорсин возобновил враждебные действия против них, стали искать поддержки извне и направили послов к Эвнону, правившему племенем аорсов. Выставляя на вид мощь Римского государства по сравнению с ничтожными силами мятежника Митридата, они без труда склонили Эвнона к союзу. Итак, было условлено, что Эвнон бросит на врага свою конницу, тогда как римляне займутся осадою городов.».
Действия Митридата VIII вызвали ответную реакцию, так как далее Тацит сообщал: «… построившись походным порядком, они (Котис, Аквила) выступают: впереди и в тылу находились аорсы, посередине — когорты и вооружённые римским оружием отряды боспорцев. Враг был отброшен, и они дошли до покинутого Митридатом вследствие ненадёжности горожан дандарского города Созы; было принято решение им овладеть и оставить в нём гарнизон».
После захвата дандарской столицы Соза, объединённое войско римлян, боспорцев и аорсов осадило столицу сираков город Успу и устроили там кровопролитную резню. Царь сираков Зорсин капитулировал, а Митридат VIII, оставшись без какой-либо поддержки, был вынужден сдаться Эвнону «на милость победителя», упав на колени со словами: «Пред тобою добровольно явившийся Митридат, которого на протяжении стольких лет на суше и на море преследуют римляне; поступи по своему усмотрению с потомком великого Ахемена — лишь одного этого враги не отняли у меня».
Выполняя просьбу Митридата, Эвнон отправляет к императору Клавдию послов и письмо, в котором говорилось, что он, Эвнон, просит не о сохранении за Митридатом власти и царства, но только о том, чтобы его не заставили следовать за колесницею триумфатора и он не поплатился своей головой.
Бывшего царя отправили в Рим, где он и прожил как пленник более 20 лет. Позже Митридат VIII вместе с Нимфидием был обвинён в заговоре против императора Гальбы, и после провала заговорщиков и смерти Нимфидия он был казнён.